# Малоросійський приказ
Малоросі́йський прика́з (рос. Малороссийский приказ) — адміністративна установа Московського царства створена 31 грудня 1662 року, що містилася в Москві і відала в 1663–1722 східними українськими землями, що знаходилися під протекторатом Москви.
Після приєднання Східної України до Московського царства в 1654 році царський уряд створив Малоросійський приказ, прагнучи укріпити свої позиції в Україні.

## Структура
Малоросійський приказ офіційно підлягав Посольському наказу, хоча фактично управління його діяльністю здійснював сам цар. В Малоросійському приказі служило до 4 дяків і від 15 до 40 піддячих. Очолювали його, як правило, керівники Посольського наказу, зокрема О. Ордін-Нащокін, А. Матвєєв.
У 1662—1670 приказ очолював боярин П. М. Салтиков та думний боярин А. С. Матвєєв. З 22 лютого 1671 р. приказ очолював голова Посольского приказу.

## Діяльність
Через діяльність приказу царський уряд, відповідно до умов українсько-московських договорів (Березневі статті 1654, Переяславські статті 1659, Московські статті 1665, Глухівські статті 1669, Конотопські статті 1672 та інші), а часто й порушуючи їх, здійснював зв'язки з гетьманом та його адміністрацією.
Також приказ затверджував претендентів на гетьманство, призначав воєвод в українські міста, проводив контроль за внутрішньою і зовнішньою політикою гетьманського уряду, стежив за діяльністю православної церкви в Україні, збирав через дяків і піддячих відомості про політичну ситуацію в Гетьманщині, відав питаннями розміщення російських військ в Україні, відбудови і спорудження нових фортець та укріплень, розглядав справи про злочини службових осіб наказу в Гетьманщині тощо. Через приказ здійснювалось фінансування Війська Запорозького та православної церкви в Україні.

## Ліквідація
У 1722 році у зв'язку з скасуванням приказової системи управління замість Малоросійського приказу була установлена Малоросійська колегія. Вона складалася із шести офіцерів російських полків, розквартированих в Україні. У цивільних справах підкорялася сенату, а у військових — головнокомандуючому військами в Україні. Територіально розташовувалася в Глухові. Колегія була найвищою установою в Україні, вище гетьмана. Гетьман мав лише дорадчий голос. У 1727 році Малоросійська колегія була ліквідована і відновлена влада гетьмана.
У 1764 Катерина II скасувала гетьманську владу і відновила Малоросійську колегію (Друга Малоросійська колегія). Остаточна ліквідація автономії України, поширення на її території порядків, що панували в Російської імперії, призвели до остаточної ліквідації Малоросійської колегії (1786).